# Воротыновка (Тульская область)
Воротыновка — деревня в Киреевском районе Тульской области России.
В рамках административно-территориального устройства входит в Кузнецовский сельский округ Киреевского района, в рамках организации местного самоуправления включается в сельское поселение Богучаровское.

## География
Расположена в 13 км к югу от города Киреевска. 

## Население
| 2002 | 2010 |
| ---- | ---- |
| 130  | ↘107 |

## Известные уроженцы, жители
Николай Васильевич Семкин (18 августа 1931 года, д. Воротыновка) — советский военный деятель. Полковник запаса (1987). Сын полка, участник Великой Отечественной войны, гвардии ефрейтор.